# 인도네시아의 여자 배우 목록
다음은 인도네시아의 여자 배우 목록이다.

## 가
- 도르체 가말라마
- 알렉산드라 고타르도

## 나
- 리에스 노르
- 자장 C. 노에르

## 다
- 이눌 다라티스타
- 카데크 데비
- 아르티카 사리 데비

## 라
- 카미디아 라디스티
- 키라나 라라사티
- 니아 라마다니
- 친타 라우라
- 울라 람란
- 마리아나 레나타
- 붕가 치트라 레스타리
- 데위 레제르
- 알야 로할리
- 오키 루크만

## 마
- 바비 마르가레타
- 안드리아니 마샨다
- 마리니
- 루나 마야
- 카멜리아 말리크
- 자스키아 아디야 메카
- 제시카 밀라

## 바
- 인디 베렌드스
- 티카 브라바니
- 타마라 블레신스키

## 사
- 디안 사스트로와르도요
- 나디아 사피라
- 타차나 사피라
- 하피 살마
- 기나 살사빌라
- 아차 세프티아사
- 알리사 소에반도노

## 아
- 에바 아르나즈
- 아마라
- 나딘 아메스
- 아스미란다
- 수크마 아유
- 아유시다
- 마르디 아윤다
- 옥타비아 야티
- 나파 우르바크
- 위다야와티
- 아디니아 위라스티
- 니키타 윌리
- 시기 위왈라
- 첼세아 올리비아 위자야

## 자
- 키미 자얀티
- 카르티카 야햐
- 아네케 조디
- 니리나 주비르
- 니아 줄카르나엔

## 차
- 메리샤 찬드라
- 나디네 찬드라위나타

## 카
- 리안티 카트라이트
- 에밀리아 콘테사
- 레나타 쿠스만토

## 타
- 쿠트 타리
- 레발 리나 S. 테마트

## 파
- 키키 파트말라
- 메타 페르마디
- 줄리아 페레즈
- 아그니 프라티스타
- 우니에 프리실라

## 하
- 리나 하심
- 크리스틴 하킴
- 헬시 헤를린다
- 바비 후와에